# Diécie
La diécie ou dioécie ou diœcie (par opposition à monoécie) est une caractéristique des espèces qui ont des individus unisexués distincts, ou porteurs de structures reproductrices distinctes, mâles ou femelles.
Chez les animaux, la diécie s'oppose à l'hermaphrodisme ; elle s'observe chez la plupart des vertébrés.
Parmi les plantes dioïques, les organes reproducteurs des individus sont strictement monosexués, ou monogames: chaque pied est un pied mâle et porte uniquement des fleurs mâles (staminées), ou un pied femelle et porte uniquement des fleurs femelles (pistillées). Ainsi, la reproduction dioïque est une reproduction biparentale – la fécondation ne peut se réaliser qu'entre une plante mâle et une plante femelle. Les ginkgos, les saules, le cannabis et le teck africain sont des exemples d'espèces de plantes dioïques.
La dioécie a des coûts, puisque seule la partie féminine de la population produit directement une progéniture. C'est une méthode qui exclut l'autofécondation, favorise l'allogamie, et tend ainsi à réduire l'expression de mutations délétères récessives présentes dans une population. Chez les plantes, d'autres modes de reproduction empêchent l'autofécondation, par exemple la dichogamie, l'herkogamie et l'auto-incompatibilité.

## Étymologie
Diécie vient du latin botanique dioecia, formé à partir du grec ancien di, deux et oikia, maison, habitat.

## En zoologie

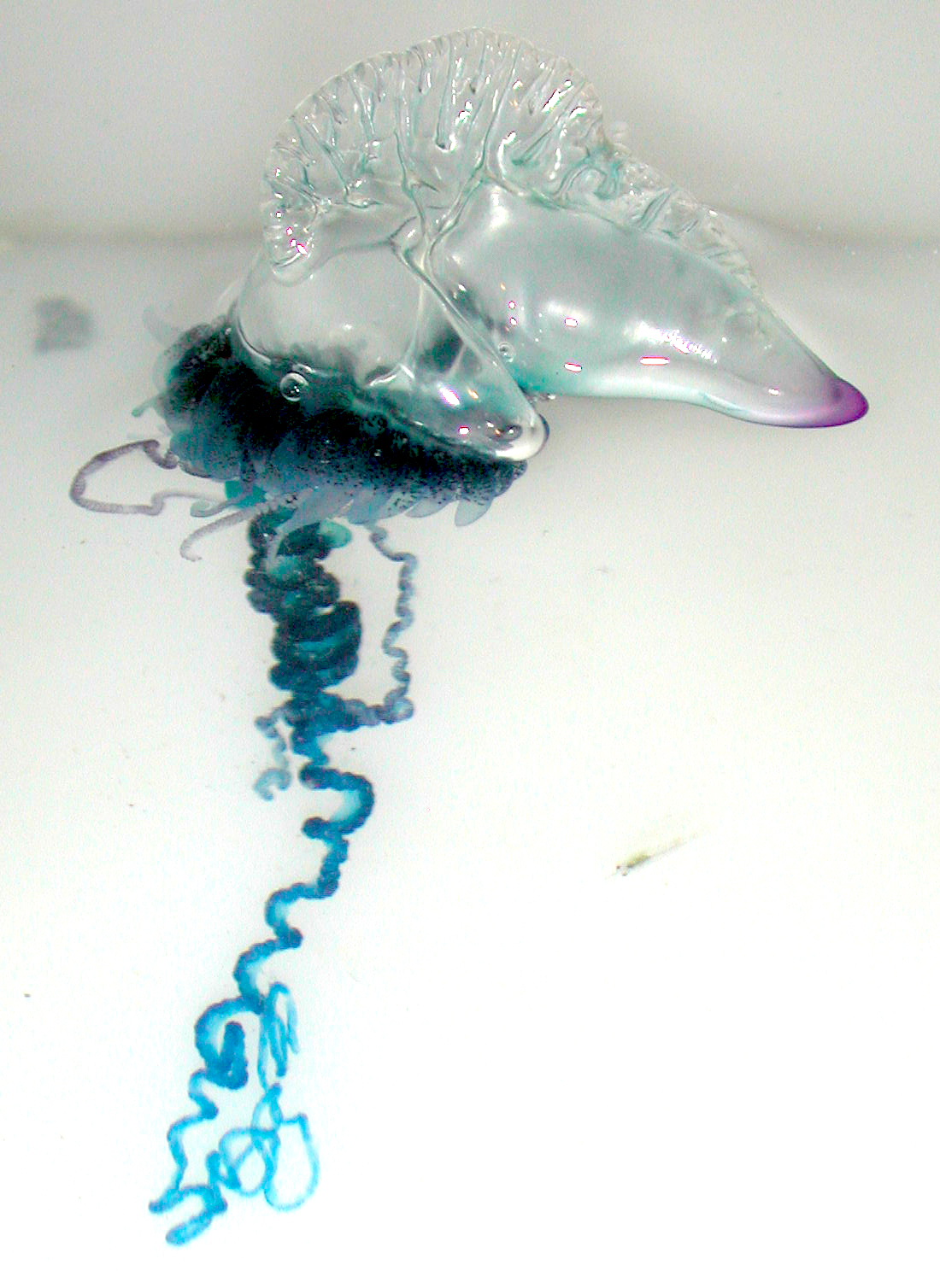
Physalia physalis (Galère portugaise) est un animal marin colonial dioïque; les polypes reproducteurs de la colonie sont toutes du même sexe.

En zoologie, la dioécie signifie qu'un animal est soit un mâle, soit une femelle, auquel cas le synonyme gonochorisme est plus souvent utilisé. Presque toutes les espèces de vertébrés sont gonochoriques, comme le sont tous les oiseaux et les mammifères. La dioécie peut également décrire des colonies au sein d'une espèce, telles que les colonies de Siphonophorae (Galère portugaise), qui peuvent être dioïques ou monoïques.

## En botanique
Les plantes terrestres (embryophytes) diffèrent des animaux en ce que leur cycle de vie implique une alternance de générations. Chez les animaux, un individu produit généralement des gamètes haploïdes d'un type, soit des spermatozoïdes, soit des ovules. Un spermatozoïde et un ovule fusionnent pour former un zygote qui se développe en un nouvel individu. Chez les plantes terrestres, en revanche, une génération — la génération sporophyte — se compose d'individus qui produisent des spores haploïdes plutôt que des gamètes haploïdes. Les spores ne fusionnent pas, mais germent en se divisant à plusieurs reprises par mitose pour donner naissance à des individus multicellulaires haploïdes qui produisent des gamètes — la génération des gamétophytes. Un gamète mâle et un gamète femelle fusionnent alors pour produire un nouveau sporophyte diploïde. Le dimorphisme sexuel est la règle chez les plantes dioïques.
Chez les bryophytes (mousses, hépatiques et anthocérotes), les gamétophytes sont des plantes totalement indépendantes et ne distinguent pas plus d'un type de spore, produisant des isospores. Les plantes à graines (spermatophytes) sont hétérosporiques et produisent des spores de deux tailles différentes (hétérospores). D'autres plantes vasculaires sans graines peuvent être hétérosporeuses ou isosporeuses.

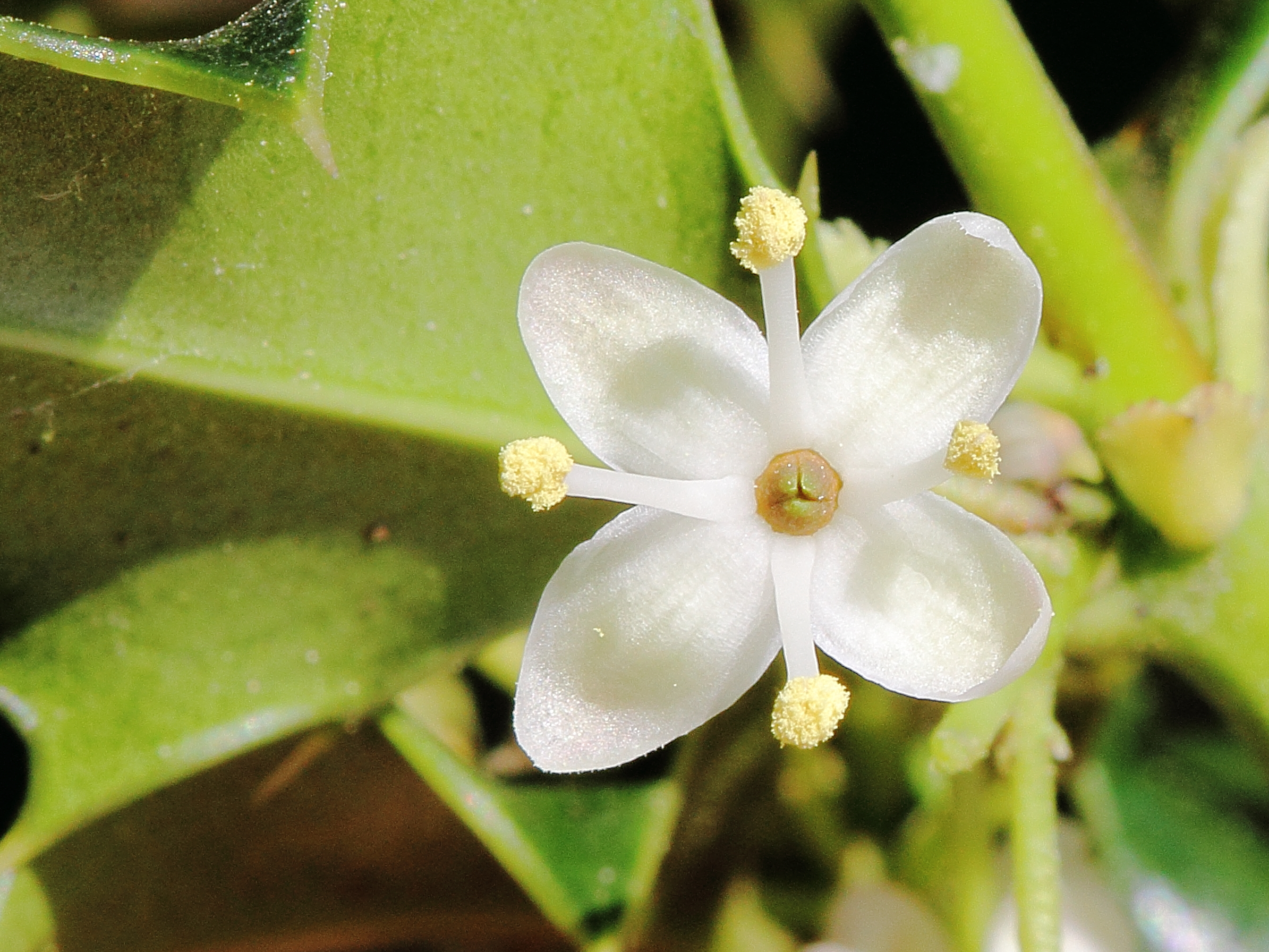
Dans le houx dioïque, certaines plantes n'ont que des fleurs mâles qui produisent du pollen.

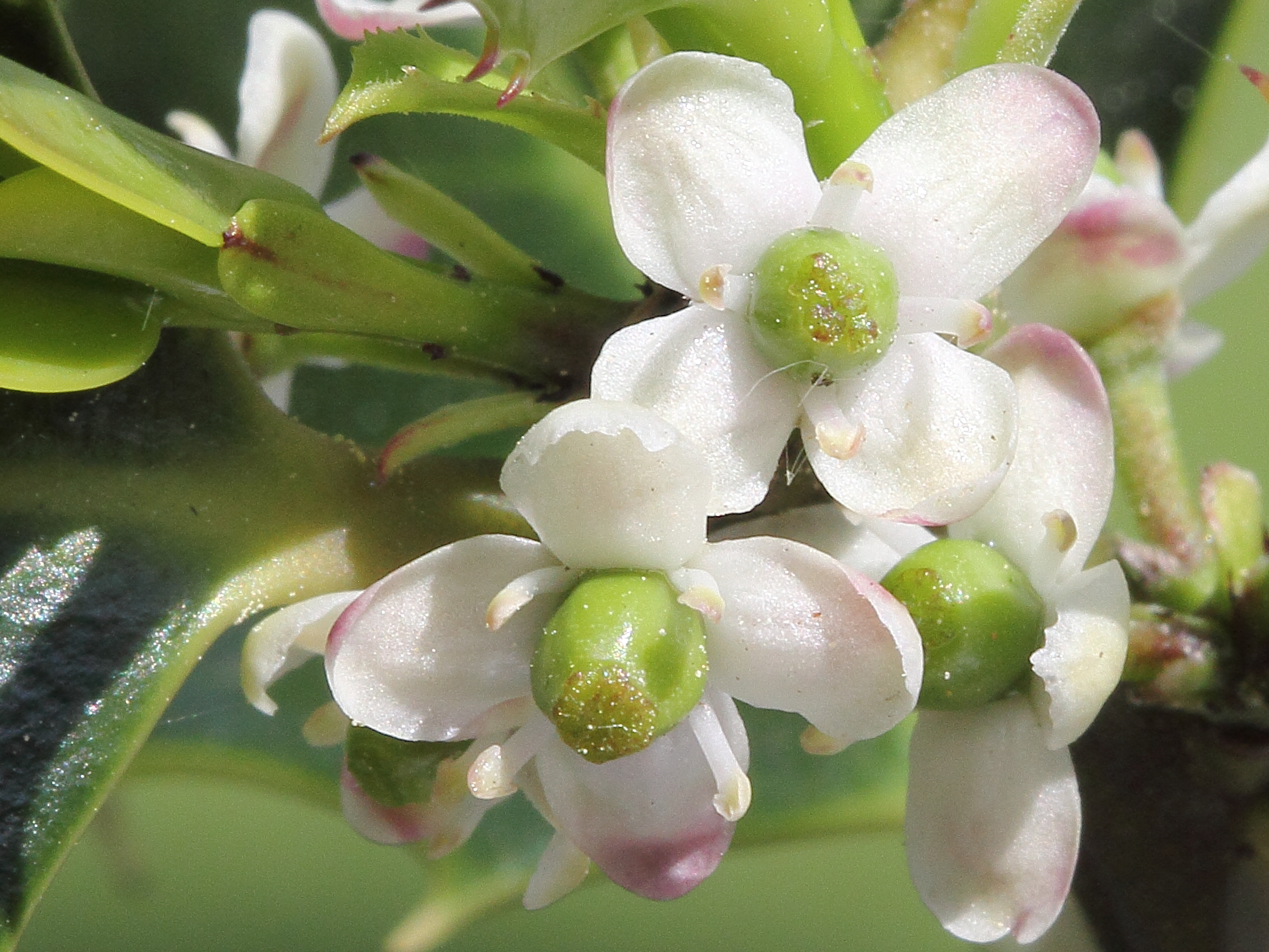
D'autres plantes de houx n'ont que des fleurs femelles qui produisent des ovules.

Les gamétophytes des plantes à graines dépendent du sporophyte et se développent dans les spores, une condition connue sous le nom d'endosporie. Dans les plantes à fleurs, les gamétophytes mâles se développent dans les grains de pollen produits par les étamines du sporophyte, et les gamétophytes femelles se développent dans les ovules produits par les carpelles du sporophyte.
La génération de sporophytes d'une plante à graines est appelée «monoïque» lorsque chaque plante sporophyte possède les deux types d'organes producteurs de spores, produisant ainsi à la fois des gamétophytes mâles et femelles et donc des gamètes mâles et femelles. Par exemple, une seule plante à fleurs d'une espèce monoïque a à la fois des étamines et des carpelles fonctionnels, soit dans des fleurs séparées
, soit dans la même fleur.
La génération sporophyte des plantes à graines est dite "dioïque" lorsque chaque plante sporophyte ne possède qu'un seul type d'organe producteur de spores, dont toutes les spores donnent naissance soit à des gamétophytes mâles, qui ne produisent que des gamètes mâles (sperme), soit à des gamétophytes femelles, qui ne produisent que des gamètes femelles (ovules). Par exemple, un sporophyte de plante à fleurs unique d'une espèce entièrement dioïque a soit des fleurs avec des étamines fonctionnelles produisant du pollen contenant des gamètes mâles (fleurs staminées ou «mâles»), soit des fleurs avec des carpelles fonctionnels produisant des gamètes femelles (fleurs carpellées ou «femelles»), mais pas les deux,.
Pour que la distinction entre les sporophytes dioïques et monoïques ait un sens, la plante doit présenter une hétérosporie. Ainsi, toutes les plantes dioïques doivent produire des hétérospores. De plus, toutes les plantes hétérosporeuses doivent être dioïques.

### Fréquence dans la nature

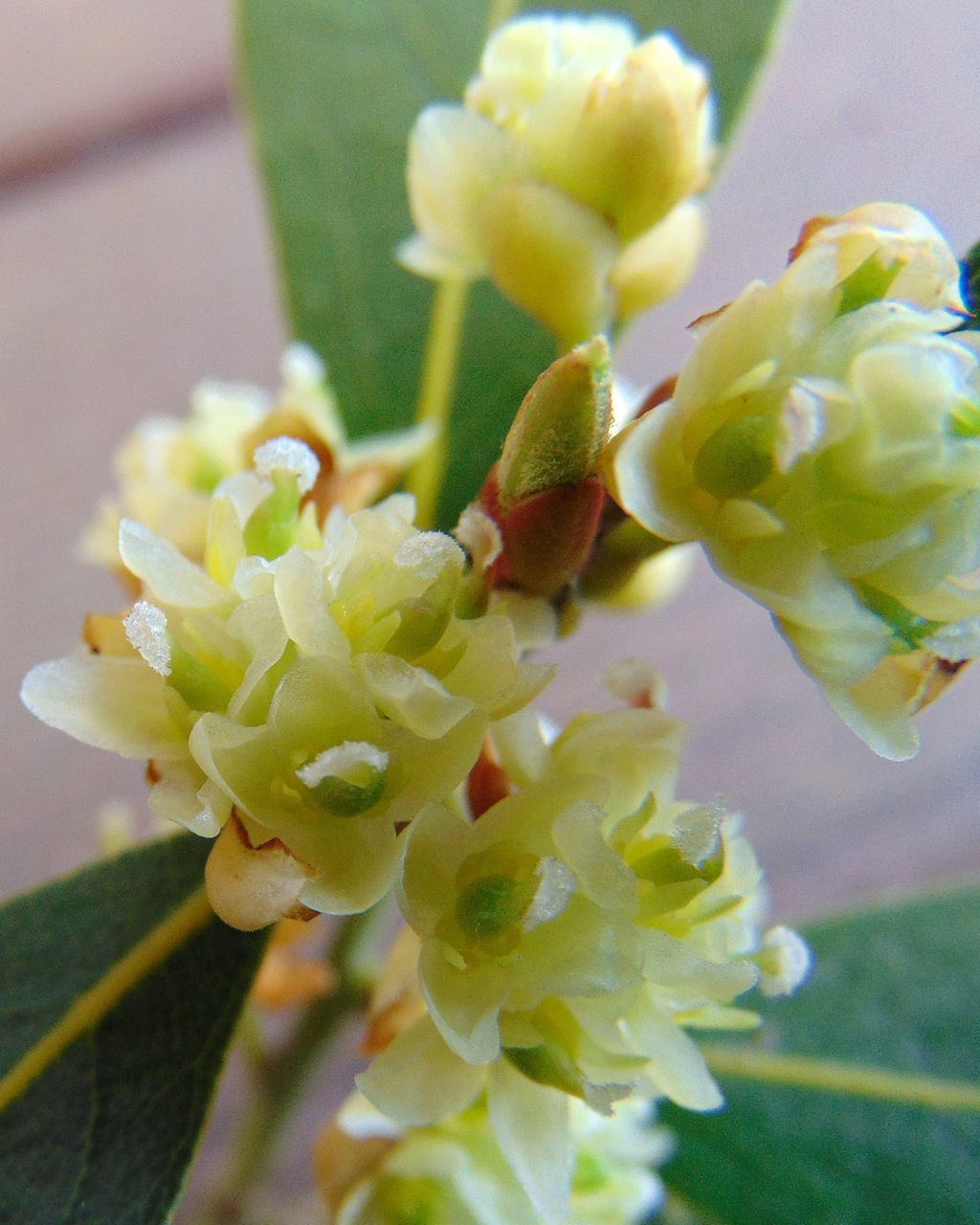
Fleurs femelles de Laurus nobilis (Laurier-sauce), une espèce dioïque

La dioécie se produit dans une grande variété de groupes de plantes. Des exemples d'espèces de plantes dioïques comprennent les ginkgos, les saules, le cannabis et le teck africain. Comme son nom l'indique, l'ortie pérenne Urtica dioica est dioïque, tandis que l'ortie annuelle, Urtica urens, est monoïque. La flore dioïque est prédominante en milieu tropical.

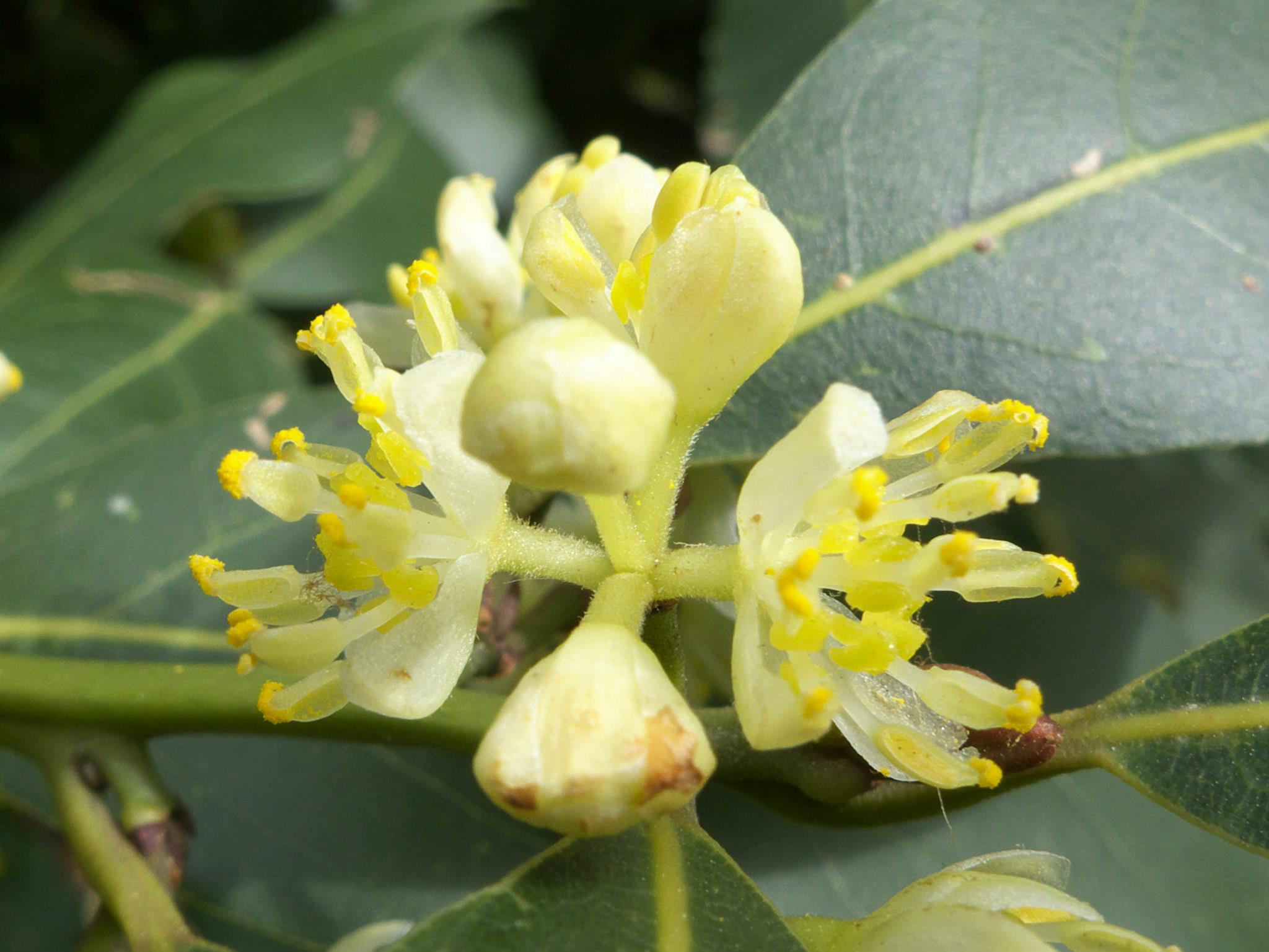
Fleur mâle de Laurus nobilis, une espèce dioïque

Environ 65% des espèces de gymnospermes sont dioïques, mais presque tous les conifères sont monoïques. Chez les gymnospermes, les systèmes sexuels dioécie et monoécie sont fortement corrélés avec le mode de dispersion du pollen, les espèces monoïques sont principalement dispersées par le vent (anémophilie) et les espèces dioïques dispersées par les animaux (zoophilie).
Environ 6% des espèces de plantes à fleurs sont entièrement dioïques et environ 7% des genres d'angiospermes contiennent des espèces dioïques. La dioïque est plus fréquente chez les plantes ligneuses et les espèces hétérotrophes. Dans la plupart des plantes dioïques, la production de gamétophytes mâles ou femelles est déterminée génétiquement, mais dans certains cas, elle peut être déterminée par l'environnement, comme chez les espèces Arisaema.
Certaines algues sont dioïques. La dioécie est répandue dans les algues brunes (Phaeophyceae) et peut avoir été l'état ancestral de ce groupe.

### Variantes
La dioécie est un système sexuel dimorphe, contrairement à d'autres systèmes tels que la gynodioécie et à l'androdioécie (un système reproducteur caractérisé par la coexistence de mâles et d'hermaphrodites). Toutes ces variantes sont dites de type polymorphique :
- Dioïque stricte : fleurs uniquement femelles et uniquement mâles sur des pieds différents ;
- Gynodioïque : fleurs hermaphrodites et fleurs uniquement femelles sur des pieds différents ;
- Androdioïque : fleurs hermaphrodites et fleurs uniquement mâles sur des pieds différents ;
- Trioïque : un pied porte soit des fleurs hermaphrodites, soit des fleurs uniquement femelles, soit des fleurs uniquement mâles.

### Évolution de la dioécie
Chez les plantes, la dioécie a évolué indépendamment plusieurs fois, généralement soit à partir d'espèces hermaphrodites, soit à partir d'espèces monoïques. Une hypothèse non testée est que cela réduit la consanguinité. Cependant, il a été démontré que la dioécie est associée à une diversité génétique accrue et à une meilleure protection contre les mutations délétères. Quelle que soit la voie évolutive, les états intermédiaires doivent avoir des avantages de forme physique par rapport aux fleurs cosexuelles pour survivre.
La dioécie évolue en raison de la stérilité mâle ou femelle, bien qu'il soit peu probable que des mutations pour la stérilité mâle et femelle se soient produites en même temps. Chez les angiospermes, les fleurs unisexuées évoluent à partir de fleurs bisexuées. La dioécie se produit dans près de la moitié des familles de plantes, mais seulement dans une minorité de genres, ce qui suggère une évolution récente. Pour 160 familles qui ont des espèces dioïques, on pense que la dioécie a évolué plus de 100 fois.
Dans la famille des Caricacées, la dioécie est probablement le système sexuel ancestral.

#### De la monoécie
Les plantes à fleurs dioïques peuvent évoluer à partir d'ancêtres monoïques qui ont des fleurs contenant à la fois des étamines fonctionnelles et des carpelles fonctionnels. Certains auteurs soutiennent que la monoécie et la dioécie sont liées.
Dans le genre Sagittaria, puisqu'il existe une distribution des systèmes sexuels, il a été postulé que la dioécie a évolué de la monoécie à la gynodiécie principalement à partir de mutations qui ont abouti à la stérilité masculine. Cependant, des travaux supplémentaires sont nécessaires pour clarifier l'évolution de la dioécie via la monoécie.

#### De l'hermaphrodisme
La dioécie évolue généralement de l'hermaphrodisme à la gynodiécie, mais peut également évoluer à travers l'androdioécie, à la distylie, ou à l'hétérostylie. Chez les Astéracées, la dioécie peut avoir évolué indépendamment de l'hermaphrodisme au moins 5 ou 9 fois. La transition inverse, de la dioécie à l'hermaphrodisme, a également été observée, à la fois chez les astéracées et chez les bryophytes, avec une fréquence environ la moitié de celle de la transition vers l'avant.
Chez les Silene, puisqu'il n'y a pas de monoécie, il est suggéré que la dioécie a évolué à travers la gynodioécie.

## Quelques exemples
La diécie serait apparue pas moins de cent fois chez les plantes.

### Gymnospermes

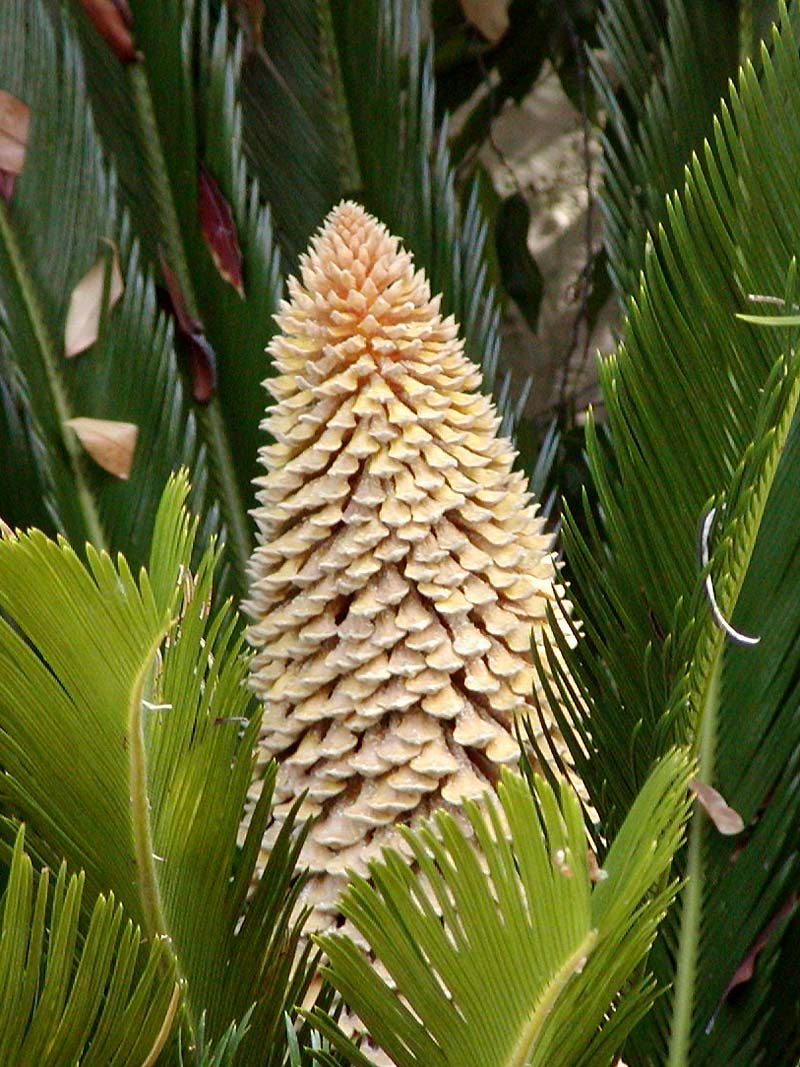
Cône mâle de Cycas du Japon, une plante dioïque

Les Gymnospermes et plus particulièrement les conifères sont pratiquement tous monoïques, à l'exclusion de l'if commun (Taxus baccata L.), Taxacées. Pour les autres familles, on peut citer :
- le Ginkgo biloba L., (Ginkgoacées) : dans les villes, seuls sont plantés des sujets mâles car la femelle donne des fruits à odeur nauséabonde ;
- le cycas du Japon (Cycas revoluta), une plante tropicale parfois cultivée dans les jardins méditerranéens comme faux-palmier ;

Attention, il est important de noter que le Ginkgo biloba et les Cycas n'appartiennent pas aux gymnospermes dans certaines classifications, mais sont regroupés dans l'embranchement des Préspermaphytes, du fait qu'ils ne produisent pas encore de graines à proprement parler mais simplement des ovules. Néanmoins, la ressemblance de leur ovule avec une graine, de par son tégument épais, amène à tolérer le fait que ces espèces puissent être rattachées aux spermaphytes, dans le sous-embranchement des gymnospermes.

### Angiospermes
La plupart des Angiospermes sont monoïques ou hermaphrodites, portant généralement des fleurs elles-mêmes hermaphrodites, plus rarement des fleurs unisexuées, mâles et femelles, sur le même pied.

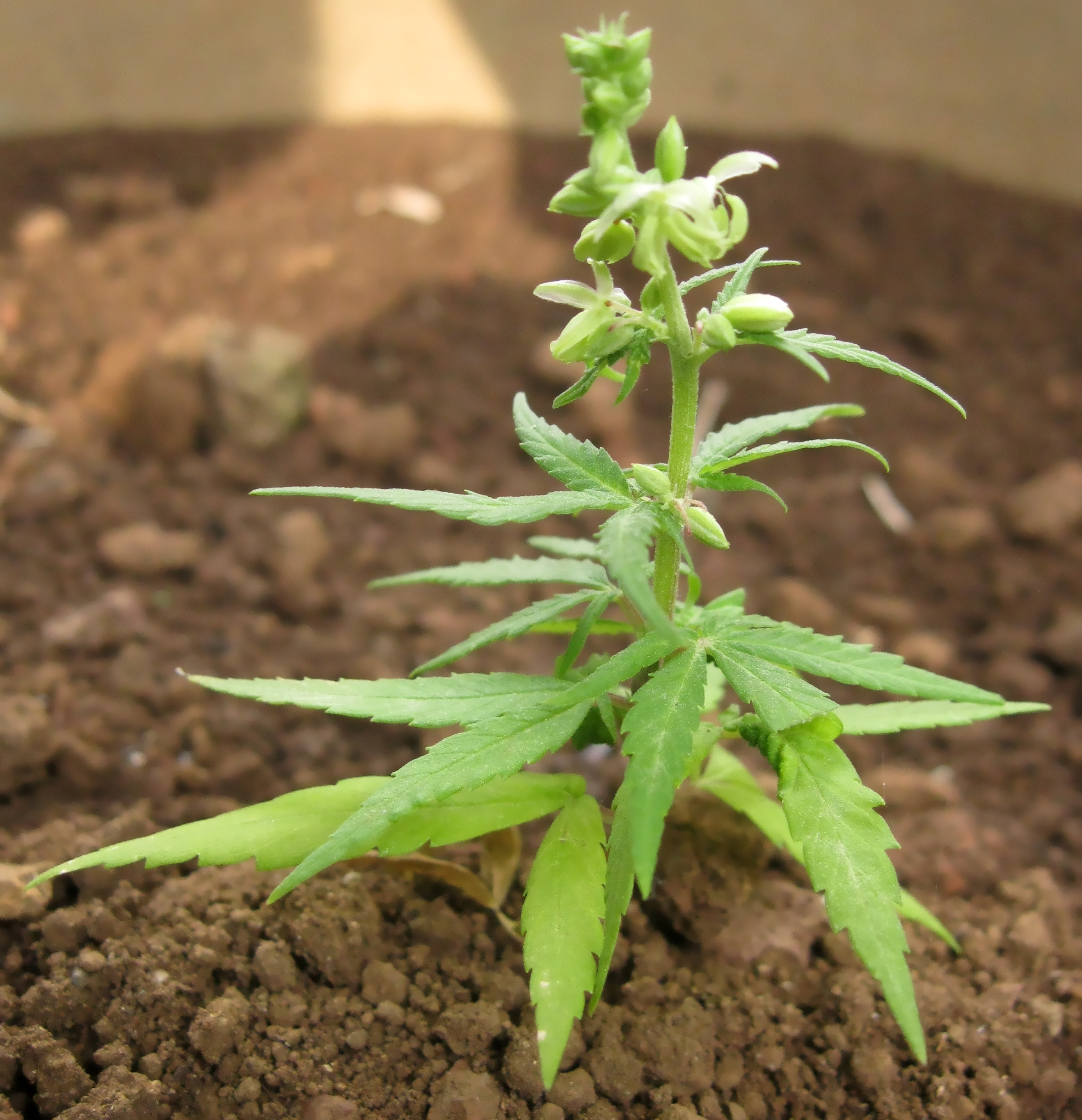
Jeune plante mâle de Cannabis sativa exposé au Jardin d'Éden, à La Réunion

Seules 4 % sont dioïques. En voici quelques-unes :
- le houblon (Humulus lupulus L., Cannabacées) ;
- la grande ortie (Urtica dioica L., Urticacées) ;
- le houx (Ilex aquifolium L., Aquifoliacées) ;
- les pistachiers (Pistacia sp. L., Anacardiacées) ;
- Actinidia chinensis, une des espèces produisant des kiwis (Actinidiaceae). Néanmoins, il existe des espèces de kiwis potentiellement hermaphrodites, comme Actinidia polygama (Siebold & Zucc.) Maxim. ;
- l'argousier (Hippophae rhamnoides, Éléagnacées) ;
- le caroubier (Ceratonia siliqua) ;
- Euphorbia obesa, une plante succulente de la famille des Euphorbiacées ;
- le palmier-dattier (Phoenix dactylifera) ;
- le chanvre cultivé (Cannabis sativa L., Cannabacées), produisant pour autant des plants hermaphrodites ;
- l'oranger des Osages (Maclura pomifera) ;
- la bryone dioïque (Bryonia dioica) ;
- les saules (Salix sp., Salicacées) ;
- les peupliers (Populus sp., Salicacées) ;
- la mercuriale annuelle (Mercurialis annua L.) ;
- le laurier-sauce (Laurus nobilis).

Concernant les espèces cultivées pour leur production de fruits  (palmier-dattier, actinide…), la diécie conduit à planter une très forte majorité (95 à 99 %) de plants femelles pour augmenter la production, en intercalant judicieusement les plants mâles.